# Região Geográfica Imediata de Ceres-Rialma-Goianésia

Localização no Estado de Goiás.

A Região Geográfica Imediata de Ceres-Rialma-Goianésia é uma das 22 regiões imediatas do estado brasileiro de Goiás, uma das 3 regiões imediatas que compõem a Região Geográfica Intermediária de Porangatu-Uruaçu e uma das 509 regiões imediatas no Brasil, criadas pelo IBGE em 2017.
De acordo com o IBGE, os 23 municípios que compõem a região possuem juntos uma população estimada em 250.328 habitantes. Goianésia é o município mais populoso com 67.507 habitantes, seguido por Ceres (22.155) e Itapaci (21.691).

## Municípios que compõem a Região Geográfica Imediata de Ceres-Rialma-Goianésia
| Município                  | Área (Km²) | População (2017) | Densidade (hab/km²) | IDH-M | PIB (R$)     | PIB per capita (R$) |
| -------------------------- | ---------- | ---------------- | ------------------- | ----- | ------------ | ------------------- |
| Barro Alto                 | 1.093,248  | 10.435           | 7,97                | 0.742 | 81.993,005   | 12.281,76           |
| Campos Verdes              | 441,645    | 3.399            | 11,37               | 0.654 | 30.028,748   | 4.780,89            |
| Carmo do Rio Verde         | 418,544    | 9.862            | 21,33               | 0.713 | 90.341,123   | 9.679,75            |
| Ceres                      | 214,322    | 22.155           | 96,69               | 0.775 | 178.756,119  | 9.352,10            |
| Crixás                     | 4.661,168  | 16.893           | 3,38                | 0.708 | 188.663,945  | 20.589,35           |
| Goianésia                  | 1.547,274  | 67.507           | 38,49               | 0.727 | 1 098.113,06 | 16.697,02           |
| Guarinos                   | 595,866    | 2.052            | 3,86                | 0.652 | 13.637,821   | 5.626,16            |
| Ipiranga de Goiás          | 241,289    | 2.948            | 11,79               | 0.696 | 23.672,196   | 8.162,83            |
| Itapaci                    | 956,125    | 21.691           | 19,31               | 0.725 | 239.037,000  | 11.856,43           |
| Morro Agudo de Goiás       | 282,616    | 2.351            | 8,34                | 0.695 | 16.292,841   | 6.814,24            |
| Nova América               | 212,025    | 2.373            | 10,65               | 0.678 | 15.216,682   | 6.700,43            |
| Nova Glória                | 412,953    | 8.521            | 20,60               | 0.681 | 57.102,618   | 6.587,75            |
| Pilar de Goiás             | 906,644    | 2.529            | 3,06                | 0.684 | 19.917,110   | 6.934,93            |
| Rialma                     | 268,466    | 11.036           | 39,20               | 0.727 | 102.716,971  | 9.462,64            |
| Rianápolis                 | 159,255    | 4.828            | 28,67               | 0.693 | 51.145,399   | 16.439,14           |
| Rubiataba                  | 748,264    | 19.994           | 25,28               | 0.719 | 147.480,271  | 7.936,30            |
| Santa Isabel               | 807,204    | 3.857            | 4,57                | 0.683 | 36.266,294   | 10.130,25           |
| Santa Rita do Novo Destino | 956,041    | 3.359            | 3,32                | 0.634 | 28.689,151   | 8.131,85            |
| Santa Terezinha de Goiás   | 1.202,246  | 9.622            | 8,57                | 0.701 | 58.558,355   | 4.939,13            |
| São Patrício               | 171,957    | 2.070            | 11,58               | 0.693 | 17.021,910   | 7.995,26            |
| Uirapuru                   | 1.153,475  | 2.961            | 2,54                | 0.670 | 27.585,656   | 8.864,29            |
| Uruana                     | 522,506    | 14.195           | 26,46               | 0.703 | 93.630,419   | 6.635,75            |
| Vila Propício              | 2.181,583  | 5.690            | 2,36                | 0.634 | 82.304,666   | 15.582,10           |